# David Meerman Scott
David Meerman Scott (25. ožujka 1961.) vrhunski je stručnjak za viralni marketing i autor pet knjiga o marketingu. Veliki je govornik i jedan od najtraženijih i najpopularnijih predavača na konferencijama i seminarima diljem svijeta.

## Životopis
Scott je diplomirao ekonomiju 1983. na Kenyon College. Nakon činovničkih poslova na Wall Streetu radio je u online vijestima i poslovnim informacijama 1985. – 2002. Bio je i direktor marketinga za područje Azije u tvrtki Knight-Ridder, jednom od najvećih svjetskih izdavača novina i elektroničkih informacija u ono vrijeme 1989. – 1995. Od 1987. do 1993.  sjedište mu je bio Tokio i Hong Kong 1993. – 1995. 1995. se preselio u Boston i prešao u Desktop Data, koji je postao NewsEdge Corporation. Na svojim najnovijem korporativnom položaju bio je potpredsjednik marketinga NewsEdge Corporation dok 2002. nije prodana Thomson Corporation.
Od 2001., koristio je svoje srednje ime Meerman, kako bi se razlikovao od ostalig dobro poznatih David Scottova. David Scott koji je hodao po Mjesecu kao zapovjednik Apolla 15; David Scott, koji je šesterostruki Iron Man triatlon prvak i David Scott koji je član kongresa iz Georgije 13. okrug.

## Misli
Scottova ideologija novih pravila marketinga i PR-a je da su marketing i PR uvelike drugačiji na web-u nego u mainstream medijiim. Scott misli da su sa starim pravilima u mainstream medijima sve vrti oko kontroliranja poruke, a jedini način da dobijete poruku putem mainstream medija je kupiti skupo oglašavanje ili moliti medije da pišu o vama. Tvrdi da su pravila marketinga i PR-a na Internetu potpuno različita. Umjesto kupovine ili prosjačenja na svoj način, Scott kaže da svatko može reklamirati svoj proizvod koristeći društvene medije kao što su, blogovi, podcasti, on-line priopćenja za javnost, on-line video, viralni marketing, i on-line mediji.

## Publikacije
Scott je autor nekoliko knjiga:
- World Wide Rave (2009). Da promovira ovu knjigu Scott je snimio nekoliko videa, uključujući jedan s veselim Matt Hardingom Gdje je Matt?, dva nastavka mockumentary-ija na radnom mjestu u stilu Ricky Gervaisa (The office i The Art of the Sale videos). Komičar Tim Washer glumi u te dvije serije: kao žrtva u umjetnosti od prodaje, do promjene uloge kao tlačitelj u Ridding the Rave.
- Tuned In (2008.)
- Nova pravila marketinga i PR-a (2007.). Ova knjiga je navedena BestSeller listi BusinessWeeka, a objavljena je na više od 24 jezika. Uz knjigu Scott je razvio jednodnevni seminar pod nazivom Nova pravila marketinga, kojim podučava razne korporativne skupine širom svijeta.
- Cashing In With Content (2005.)
- Eyeball Wars: A Novel of dot-com Intrigue (2001.)